# Чегодаево (Орловская область)
Чегодаево — село в Болховском районе Орловской области. Входит в состав Багриновского сельского поселения.
Расположено примерно в 5 км к востоку от села Фатнево.

## Население
| 2010 |
| ---- |
| 4    |